# Tauno Söder
Tauno Söder (Sakkola, 13 januari 1927 - 2 mei 2009) was een Finse acteur, die met name actief was in de jaren vijftig en zestig van de twintigste eeuw. Söder, die geboren werd in het toen nog Finse deel van Karelië, was zowel in het theater, in films als in tv-producties te zien.
Tot Söders bekendere werk op televisie behoren zijn rollen in Kustaa III (Gustav III) (1963) en in Teekutsut (1965), een verfilming van het toneelstuk "Tea Party" van Harold Pinter. Als filmacteur speelde hij in tientallen Finse speelfilms kleine en grote rollen, waaronder in de door Aarne Tarkas geregisseerde komedies Herra sotaministeri (1957), Ei ruumiita makuuhuoneeseen (1959) en Isaskar Keturin ihmeelliset seikkailut (1960). Ook speelde hij in verschillende van de over Komisario Palmu ("Commissaris Palmu") handelende misdaadfilms van Matti Kassila. Samen met onder andere Spede Pasanen was hij te zien in Näköradiomiehen ihmeelliset siekailut en Pohjan tähteet, twee komische speelfilms van Ere Kokkosen uit 1969. Zijn laatste rol speelde hij in 1979 in de televisiefilm Onnellinen mies.

## Filmografie (selectie)
- 1954: Taikayö
- 1955: Pekka ja Pätkä pahassa pulassa
- 1955: Tuntematon sotilas
- 1956: Anu ja Mikko
- 1956: Rintamalotta
- 1956: Evakko
- 1957: Vääpelin kauhu
- 1967: Rakas varkaani
- 1957: Pikku Ilona ja hänen karitsansa
- 1957: Pekka ja Pätkä salapoliiseina
- 1958: Sven Tuuva
- 1958: Pekka ja Pätkä Suezilla
- 1958: Verta käsissämme
- 1958: Murheenkryynin poika
- 1958: Autuas eversti
- 1958: Äidittömät
- 1958: Pekka ja Pätkä miljonääreinä
- 1959: Kovaa peliä Pohjolassa
- 1959: Ei ruumiita makuuhuoneeseen
- 1960: Komisario Palmun erehdys
- 1960: Isaskar Keturin ihmeelliset seikkailut
- 1961: Tulipunainen kyyhkynen
- 1961: Kaasua, komisario Palmu!
- 1961: Minkkiturkki
- 1962: Taape tähtenä
- 1962: Hän varasti elämän
- 1962: Tähdet kertovat, komisario Palmu
- 1962: Älä nuolase...
- 1965: Täällä alkaa seikkailu
- 1969: Pohjan tähteet
- 1969: Näköradiomiehen ihmeelliset siekailut
- 1979: Onnellinen mies